# Breviks socken
Breviks socken i Västergötland ingick i Kåkinds härad, ingår sedan 1971 i Karlsborgs kommun och motsvarar från 2016 Breviks distrikt.
Socknens areal var 52,81 kvadratkilometer varav 52,61 land. År 2000 fanns här 403 invånare.  En del av tätorten Mölltorp samt kyrkbyn Brevik med sockenkyrkan Breviks kyrka ligger i socknen.

## Administrativ historik
Socknen har medeltida ursprung.
Vid kommunreformen 1862 övergick socknens ansvar för de kyrkliga frågorna till Breviks församling och för de borgerliga frågorna bildades Breviks landskommun. Landskommunen uppgick 1952 i Mölltorps landskommun som 1971 uppgick i Karlsborgs kommun.
1 januari 2016 inrättades distriktet Brevik, med samma omfattning som församlingen hade 1999/2000.
Socknen har tillhört län, fögderier, tingslag och domsagor enligt vad som beskrivs i artikeln Kåkinds härad. De indelta soldaterna tillhörde Skaraborgs regemente, Kåkinds kompani och Västgöta regemente, Kåkinds kompani.

## Geografi
Breviks socken ligger sydväst om Karlsborg med Vättern i öster. Socknen är en odlad slättbygd i öster och kuperad skogsbygd i väster.

## Byar och hemman
Breviks socken består historiskt av nedan listade byar och enstaka hemman. När en by har flera hemman anges också hemmansnumren.
- Brevik, by med två hemman (1 Hindsegården, ursprungligen Stommen, och 2 Bredegården), bägge säterier, brukas tillsammans under namnet Hindsegården (Hinsegården) eller Hintzegården. Brevik var från början socknens kyrkby. Ursprungligen hörde också hemmanen Kyrkebolet, där Breviks kyrka ligger, och Garpegården till byn. Namnet Brevik används inte längre som bynamn utan bara som namn på socknen. – Enligt Svenska gods och gårdar (1942) omfattade Hintzegården 442 hektar varav 145 hektar åker. Mangården låg omgiven av trädgård och park några hundra meter från Vättern. Huvudbyggnad och flyglar ansågs härröra från 1600-talet.[7] På byn Breviks mark har anlagts en golfbana, klar 2007 (Breviken Golf & Hotell).
- Enebågen, enstaka hemman.
- Frökärr, enstaka hemman.
- Fushult, enstaka hemman.
- Garpegården, enstaka hemman, ingick ursprungligen i byn Brevik.
- Gärdet, enstaka hemman.
- Hammaren, enstaka hemman.
- Hintzegården (Hindsegården, Hinsegården), se Brevik.
- Ingarydsvad, enstaka hemman.
- Islerydjorna, enstaka hemman, första gången i jordeboken 1632 som en gräsgäld.
- Kleven, enstaka hemman.
- Kyrkebolet, enstaka hemman, sockenkyrkan ligger på byns mark och hemmanet ingick ursprungligen i byn Brevik.
- Kärret, enstaka hemman.
- Mohemmet (eller Motorp), enstaka hemman.
- Mosshult, enstaka hemman.
- Mullbaka, enstaka hemman.
- Nolkärr, enstaka hemman.
- Nolkärrskvarnen, jordlägenhet.
- Noltorp, enstaka hemman.
- Nyttorp, enstaka hemman.
- Ripanäs, enstaka hemman.
- Ruderna, enstaka hemman.
- Rörsnäs, enstaka hemman.
- Röå, by med två hemman (1 Lilla Röå och 2 Stora Röå). Lilla Röå är obebyggt och lyder under Stora Röå. Stora Röå omfattade 1942 totalt 495 hektar varav 100 hektar åker.[8]
- Sidön, fiskeri (5), holme i Vättern, överflyttad 1887 från Undenäs socken till Breviks socken.
- Skallhult, enstaka hemman.
- Skogaryd, enstaka hemman.
- Skålaberget, enstaka hemman.
- Snarebo, enstaka hemman.
- Svärtebäcken, enstaka hemman.
- Torpet, enstaka hemman.
- Tåbod, enstaka hemman.
- Vasebrunn, enstaka hemman.
- Österbo, enstaka hemman.

## Fornlämningar
Lösfynd från stenåldern har påträffats.

## Namnet
Namnet skrevs omkring 1230 Bredaawic och kommer från kyrkbyn som fått sitt namn av Vätternviken Bredvik.
Namnet skrev förr även Bredviks socken.